# جزيرة دنت
جزيرة دنت هي مسلة بحرية غير مأهولة تتبع ل نيوزيلندا وهي تقع ضمن جزر كامبل. تعتبر الجزيرة موقع تكاثر هام للعديد من أنواع الطيور البحرية.